# Centre de recherche sur les ions lourds
Pour les articles homonymes, voir GSI.
Le Centre de recherche sur les ions lourds est plus connu sous le nom de GSI (Gesellschaft für Schwerionenforschung mbH).
Le GSI est un laboratoire allemand de recherche en physique nucléaire, physique des particules, physique atomique, physique de la matière, biophysique, chimie nucléaire basé à Darmstadt.

## Historique
Il a été créé en 1969 pour rassembler les efforts des universités alentour (Darmstadt, Francfort, Mayence, Giessen, Heidelberg) dans le domaine de la physique nucléaire.
Le premier faisceau d'ions lourds a été accéléré par l'UNILAC en 1975 puis plus tard par un synchrotron.
À la suite d'un accord avec le CERN en 1983, le GSI va se concentrer sur des faisceaux de moins haute énergie mais de plus grande intensité.
Parmi les réalisations du laboratoire, la proton-thérapie (depuis 1997), ou la synthèse d'éléments superlourds (comme le darmstadtium Ds, le hassium Hs, le roentgenium Rg ou le copernicium Cn) en sont les plus représentatifs.

## Dispositifs
En plus de l'UNILAC et du Synchrotron SIS, le GSI dispose d'un anneau de stockage (ESR, Experimental and Storage Ring) et d'un séparateur de fragments (FRS, Fragments Separator).
Les expériences menées peuvent en outre disposer de salles d'expériences pour recueillir le faisceau. Dans ces salles d'autres équipements sont disposés, tels que le dispositif de radiothérapie, le détecteur HADES, le dispositif de RISING ou celui de FOPI, le détecteur LAND.

## Futur: FAIR
Comme d'autres laboratoires du domaine (RIKEN, GANIL, etc.), le GSI va évoluer dans les années à venir. La nouvelle structure s'appellera FAIR (Facility for Antiprotons and Ions Research).
La nouvelle société FAIR a été cosignée le 7 novembre 2007 par 14 pays : Allemagne, Autriche, Espagne, Finlande, France, Inde, Italie, Roumanie, Russie, Pologne, Slovénie et Suède.
Les travaux devraient commencer au printemps 2008 et le premier faisceau devrait être délivré à travers un des nouveaux synchrotrons (SIS100/SIS300) le super-FRS jusqu'au montage R3B en 2013.